# Sant'Angelo in Pescheria
Sant'Angelo in Pescheria är en kyrkobyggnad och diakonia i Rom, helgad åt den helige ärkeängeln Mikael. Kyrkan är belägen vid Octavias portik i Rione Sant'Angelo och tillhör församlingen Santa Maria in Portico in Campitelli.
Tillnamnet ”Pescheria” syftar på den fiskmarknad som fanns vid Octavias portik under medeltiden.
Det var från denna kyrka som Cola di Rienzo på pingstdagen år 1347 tågade med sina anhängare till Capitolium.

## Kyrkans historia
Kyrkan var ursprungligen helgad åt aposteln Paulus och uppfördes på 700-talet på initiativ av en viss Theodorus, en släkting till påve Hadrianus I (772–795). Senare helgades kyrkan emellertid åt ärkeängeln Mikael, vilket Einsiedeln-itinerariet vittnar om. Kyrkan har restaurerats ett flertal gånger under seklens gång; år 1870 byggdes absiden om.
Interiören är en treskeppig basilika. Högaltarmålningen Den helige ärkeängeln Mikael är utförd av Angelo Augero år 1862 efter originalet av Guido Reni. Den helige Andreas kapell, beläget till höger om koret, är rikt dekorerat med förgylld stuckatur och fresker. Altarmålningen Den helige Andreas korsfästelse är ett verk av Giorgio Vasari. I vänster sidoskepp återfinns Benozzo Gozzolis Madonnan och Barnet med änglar. Interiören hyser även ett krucifix från 1500-talet.
Till höger om Sant'Angelo-kyrkan är Oratorio di Sant'Andrea dei Pescivendoli beläget.

## Titeldiakonia
Sant'Angelo in Pescheria stiftades som titeldiakonia av påve Stefan II år 755.
Kardinaldiakoner under 1900- och 2000-talet
- Vakant: 1891–1914
- Filippo Giustini: 1914–1920
- Vakant: 1920–1923
- Aurelio Galli: 1923–1929
- Vakant: 1929–1935
- Pietro Boetto: 1935–1938; titulus pro illa vice 1938–1946
- Vakant: 1946–1953
- Augusto Álvaro da Silva, titulus pro illa vice 1953–1968
- Vakant: 1968–2010
- Elio Sgreccia: 2010–

## Bilder
| - Madonnan och Barnet med änglar, utförd av Benozzo Gozzoli. - Den helige Andreas kapell. |